# Griekenland op de Olympische Zomerspelen 2020
Griekenland was een van de deelnemende landen aan de Olympische Zomerspelen 2020 in Tokio, Japan.

## Medailleoverzicht
| Sport      | Olympiër(s) | Onderdeel       | Medaille |
| ---------- | --- | --------------- | -------- |
| Atletiek   | Miltiadis Tentoglou | verspringen (m) | Goud     |
| Roeien     | Stefanos Douskos | Skiff (m)       | Goud     |
| Waterpolo  | Waterpoloploeg mannen Georgios Dervisis Ioannis Fountoulis Konstantinos Galanidis Konstantinos Genidounias Konstantinos Gkiouvetsis Marios Kapotsis Christodoulos Kolomvos Konstantinos Mourikis Alexandros Papanastasiou Dimitrios Skoumpakis Angelos Vlachopoulos Emmanouil Zerdevas | mannen          | Zilver   |
| Gymnastiek | Eleftherios Petrounias | ringen (m)      | Brons    |

## Atleten
Hieronder volgt een overzicht van de atleten die zich verzekerden van deelname aan de Olympische Zomerspelen 2020.
| sport            | mannen | vrouwen | totaal |
| ---------------- | ------ | ------- | ------ |
| Atletiek         | 8      | 12      | 20     |
| Boogschieten     | 0      | 1       | 1      |
| Gewichtheffen    | 1      | 0       | 1      |
| Gymnastiek       | 1      | 0       | 1      |
| Judo             | 1      | 1       | 2      |
| Roeien           | 1      | 3       | 4      |
| Schermen         | 0      | 1       | 1      |
| Schietsport      | 1      | 1       | 2      |
| Synchroonzwemmen | 0      | 9       | 9      |
| Taekwondo        | 0      | 1       | 1      |
| Tafeltennis      | 1      | 0       | 1      |
| Tennis           | 1      | 1       | 2      |
| Waterpolo        | 13     | 0       | 13     |
| Wielersport      | 3      | 0       | 3      |
| Worstelen        | 1      | 1       | 2      |
| Zeilen           | 4      | 4       | 8      |
| Zwemmen          | 10     | 2       | 12     |
| totaal           | 46     | 37      | 83     |

## Sporten

### Atletiek
Mannen
Loopnummers
| atleet                  | onderdeel          | series | series | kwartfinale | kwartfinale | halve finale   | halve finale   | finale         | finale         |
| atleet                  | onderdeel          | tijd   | rang   | tijd        | rang        | tijd           | rang           | tijd           | rang           |
| ----------------------- | ------------------ | ------ | ------ | ----------- | ----------- | -------------- | -------------- | -------------- | -------------- |
| Konstantinos Douvalidis | 110 m horden       | 13,63  | 7      | n.v.t.      | n.v.t.      | niet geplaatst | niet geplaatst | niet geplaatst | niet geplaatst |
| Alexandros Papamichail  | 50 km snelwandelen | n.v.t. | n.v.t. | n.v.t.      | n.v.t.      | n.v.t.         | n.v.t.         | 4:12.49        | 36             |

Technische nummers
| atleet                  | onderdeel            | kwalificaties       | kwalificaties       | finale         | finale         |
| atleet                  | onderdeel            | afstand             | rang                | afstand        | rang           |
| ----------------------- | -------------------- | ------------------- | ------------------- | -------------- | -------------- |
| Mihail Anastasakis      | kogelslingeren       | 73,52               | 22                  | niet geplaatst | niet geplaatst |
| Christos Frantzeskakis  | kogelslingeren       | 72,19               | 25                  | niet geplaatst | niet geplaatst |
| Dimitrios Tsiamis       | hink-stap-springen   | geen geldige poging | geen geldige poging | niet geplaatst | niet geplaatst |
| Konstantinos Filippidis | polsstokhoogspringen | 5,50                | 22                  | niet geplaatst | niet geplaatst |
| Emmanouil Karalis       | polsstokhoogspringen | 5,75                | 8 q                 | 5,80           | 4              |
| Miltiadis Tentoglou     | verspringen          | 8,22                | 2 Q                 | 8,41           | Goud           |

Vrouwen
Loopnummers
| atlete                       | onderdeel          | series | series | kwartfinale | kwartfinale | halve finale   | halve finale   | finale         | finale         |
| atlete                       | onderdeel          | tijd   | rang   | tijd        | rang        | tijd           | rang           | tijd           | rang           |
| ---------------------------- | ------------------ | ------ | ------ | ----------- | ----------- | -------------- | -------------- | -------------- | -------------- |
| Rafaéla Spanoudaki-Hatziriga | 100 m              | bye    | bye    | 11,45       | 5           | niet geplaatst | niet geplaatst | niet geplaatst | niet geplaatst |
| Rafaéla Spanoudaki-Hatziriga | 200 m              | 23,16  | 5 q    | n.v.t.      | n.v.t.      | 23,38          | 9              | niet geplaatst | niet geplaatst |
| Irini Vasiliou               | 400 m              | 53,16  | 5      | n.v.t.      | n.v.t.      | niet geplaatst | niet geplaatst | niet geplaatst | niet geplaatst |
| Elisavet Pesiridou           | 100 m horden       | DNF    | DNF    | n.v.t.      | n.v.t.      | niet geplaatst | niet geplaatst | niet geplaatst | niet geplaatst |
| Antigoni Drisbioti           | 20 km snelwandelen | n.v.t. | n.v.t. | n.v.t.      | n.v.t.      | n.v.t.         | n.v.t.         | 1:31.24        | 8              |
| Kiriaki Filtisakou           | 20 km snelwandelen | n.v.t. | n.v.t. | n.v.t.      | n.v.t.      | n.v.t.         | n.v.t.         | 1:36.51        | 29             |
| Panagiota Tsinopoulou        | 20 km snelwandelen | n.v.t. | n.v.t. | n.v.t.      | n.v.t.      | n.v.t.         | n.v.t.         | 1:47.19        | 53             |

Technische nummers
| atlete                    | onderdeel            | kwalificaties | kwalificaties | finale         | finale         |
| atlete                    | onderdeel            | afstand       | rang          | afstand        | rang           |
| ------------------------- | -------------------- | ------------- | ------------- | -------------- | -------------- |
| Chrysoula Anagnostopoulou | discuswerpen         | 59,18         | 19            | niet geplaatst | niet geplaatst |
| Stamatia Scarvelis        | kogelslingeren       | 69,01         | 18            | niet geplaatst | niet geplaatst |
| Paraskevi Papachristou    | hink-stap-springen   | 12,23         | 32            | niet geplaatst | niet geplaatst |
| Nikoleta Kyriakopoulou    | polsstokhoogspringen | 4,55          | 1 q           | 4,50           | 8              |
| Ekaterini Stefanidi       | polsstokhoogspringen | 4,55          | 8 q           | 4,80           | 4              |
| Eleni-Klaoudia Polak      | polsstokhoogspringen | 4,40          | 19            | niet geplaatst | niet geplaatst |

### Boogschieten
Vrouwen
| atleet           | onderdeel   | plaatsingsronde | plaatsingsronde | eerste ronde         | tweede ronde         | derde ronde          | kwartfinale          | halve finale         | finale / BM          | finale / BM |
| atleet           | onderdeel   | score           | rang            | tegenstander uitslag | tegenstander uitslag | tegenstander uitslag | tegenstander uitslag | tegenstander uitslag | tegenstander uitslag | rang        |
| ---------------- | ----------- | --------------- | --------------- | -------------------- | -------------------- | -------------------- | -------------------- | -------------------- | -------------------- | ----------- |
| Evangelia Psarra | individueel | 630             | 44              | Lin C-e V 4 – 6      | niet geplaatst       | niet geplaatst       | niet geplaatst       | niet geplaatst       | niet geplaatst       | 33          |

### Gewichtheffen
Mannen
| atleet              | onderdeel | trekken | trekken | stoten | stoten | totaal | rang |
| atleet              | onderdeel | score   | rang    | score  | rang   | totaal | rang |
| ------------------- | --------- | ------- | ------- | ------ | ------ | ------ | ---- |
| Theodoros Iakovidis | -96 kg    | 156     | 10      | 182    | 11     | 338    | 11   |

### Gymnastiek

#### Turnen
Mannen
| atleet                 | onderdeel | kwalificatie | kwalificatie | kwalificatie | kwalificatie | kwalificatie | kwalificatie | kwalificatie | kwalificatie | finale  | finale  | finale  | finale  | finale  | finale  | finale | finale  |
| atleet                 | onderdeel | toestel      | toestel      | toestel      | toestel      | toestel      | toestel      | totaal       | positie      | toestel | toestel | toestel | toestel | toestel | toestel | totaal | positie |
| atleet                 | onderdeel | vloer        | voltige      | ringen       | sprong       | brug         | rekstok      | totaal       | positie      | vloer   | voltige | ringen  | sprong  | brug    | rekstok | totaal | positie |
| ---------------------- | --------- | ------------ | ------------ | ------------ | ------------ | ------------ | ------------ | ------------ | ------------ | ------- | ------- | ------- | ------- | ------- | ------- | ------ | ------- |
| Eleftherios Petrounias | rekstok   | n.v.t.       | n.v.t.       | 15,333       | n.v.t.       | n.v.t.       | n.v.t.       | 15,333       | 1 Q          | n.v.t.  | n.v.t.  | 15,200  | n.v.t.  | n.v.t.  | n.v.t.  | 15,200 | Brons   |

### Judo
Mannen
| atleet              | onderdeel | eerste ronde         | tweede ronde                   | derde ronde          | kwartfinale          | halve finale         | herkansing           | finale / BM          | finale / BM    |
| atleet              | onderdeel | tegenstander uitslag | tegenstander uitslag           | tegenstander uitslag | tegenstander uitslag | tegenstander uitslag | tegenstander uitslag | tegenstander uitslag | rang           |
| ------------------- | --------- | -------------------- | ------------------------------ | -------------------- | -------------------- | -------------------- | -------------------- | -------------------- | -------------- |
| Alexios Ntanatsidis | −81 kg    | bye                  | Antoine Valois-Fortier V 00-10 | niet geplaatst       | niet geplaatst       | niet geplaatst       | niet geplaatst       | niet geplaatst       | niet geplaatst |

Vrouwen
| atlete             | onderdeel | eerste ronde         | tweede ronde         | kwartfinale          | halve finale         | herkansing           | finale / BM          | finale / BM |
| atlete             | onderdeel | tegenstander uitslag | tegenstander uitslag | tegenstander uitslag | tegenstander uitslag | tegenstander uitslag | tegenstander uitslag | rang        |
| ------------------ | --------- | -------------------- | -------------------- | -------------------- | -------------------- | -------------------- | -------------------- | ----------- |
| Elisavet Teltsidou | −70 kg    | Sun Xq W 01-00       | Pinot W 10-00        | Taimazova V 00-01    | niet geplaatst       | Scoccimarro V 00-10  | niet geplaatst       | 7           |

### Roeien
Mannen
| atleet           | onderdeel | series  | series | herkansingen | herkansingen | kwartfinale | kwartfinale | halve finale | halve finale | finale     | finale |
| atleet           | onderdeel | tijd    | rang   | tijd         | rang         | tijd        | rang        | tijd         | rang         | tijd       | rang   |
| ---------------- | --------- | ------- | ------ | ------------ | ------------ | ----------- | ----------- | ------------ | ------------ | ---------- | ------ |
| Stefanos Douskos | skiff     | 6.59,49 | 1 KF   | bye          | bye          | 7:12.77     | 2 HA/B      | 6.41,61      | 1 FA         | 6.40,45 OR | Goud   |

Vrouwen
| atlete                          | onderdeel   | series  | series | herkansingen | herkansingen | kwartfinale | kwartfinale | halve finale | halve finale | finale  | finale |
| atlete                          | onderdeel   | tijd    | rang   | tijd         | rang         | tijd        | rang        | tijd         | rang         | tijd    | rang   |
| ------------------------------- | ----------- | ------- | ------ | ------------ | ------------ | ----------- | ----------- | ------------ | ------------ | ------- | ------ |
| Anneta Kyridou                  | skiff       | 7.54,28 | 3 KF   | bye          | bye          | 8.02,19     | 3 HA/B      | 7.40,81      | 6 FB         | 7.36,79 | 10     |
| Christina Bourbou Maria Kyridou | twee-zonder | 7.33,94 | 5 H    | 7:28.00      | 1 HA/B       | n.v.t.      | n.v.t.      | 6.48,70 WR   | 1 FA         | 6.57,11 | 5      |

Legenda: FA=finale A (medailles); FB=finale B (geen medailles); FC=finale C (geen medailles); FD=finale D (geen medailles); FE=finale E (geen medailles); FF=finale F (geen medailles); HA/B=halve finale A/B; HC/D=halve finale C/D; HE/F=halve finale E/F; KF=kwartfinale; H=herkansing

### Schermen
Vrouwen
| atleet              | onderdeel | eerste ronde         | tweede ronde         | derde ronde          | kwartfinale          | halve finale         | finale / BM          | finale / BM    |
| atleet              | onderdeel | tegenstander uitslag | tegenstander uitslag | tegenstander uitslag | tegenstander uitslag | tegenstander uitslag | tegenstander uitslag | rang           |
| ------------------- | --------- | -------------------- | -------------------- | -------------------- | -------------------- | -------------------- | -------------------- | -------------- |
| Theodora Gkountoura | sabel     | bye                  | Emura V 8-15         | niet geplaatst       | niet geplaatst       | niet geplaatst       | niet geplaatst       | niet geplaatst |

### Schietsport
Mannen
| atlete               | onderdeel | kwalificatie | kwalificatie | finale         | finale         |
| atlete               | onderdeel | punten       | rang         | punten         | rang           |
| -------------------- | --------- | ------------ | ------------ | -------------- | -------------- |
| Nikolaos Mavrommatis | skeet     | 119          | 20           | niet geplaatst | niet geplaatst |

Vrouwen
| atlete        | onderdeel         | kwalificatie | kwalificatie | finale | finale |
| atlete        | onderdeel         | punten       | rang         | punten | rang   |
| ------------- | ----------------- | ------------ | ------------ | ------ | ------ |
| Anna Korakaki | 10 m luchtpistool | 585          | 2 Q          | 157,4  | 6      |
| Anna Korakaki | 25 m pistool      | 584          | 6 Q          | 18     | 6      |

### Synchroonzwemmen
| atlete | onderdeel | technische routine                                   | technische routine                                   | vrije routine (voorronde)                            | vrije routine (voorronde)                            | vrije routine (voorronde)                            | vrije routine (finale) | vrije routine (finale)    | vrije routine (finale) |
| atlete | onderdeel | punten                                               | rang                                                 | punten                                               | totaal (technisch + vrij)                            | rang                                                 | punten                 | totaal (technisch + vrij) | rang                   |
| --- | --------- | ---------------------------------------------------- | ---------------------------------------------------- | ---------------------------------------------------- | ---------------------------------------------------- | ---------------------------------------------------- | ---------------------- | ------------------------- | ---------------------- |
| Evangelia Papazoglou Evangelia Platanioti | duet      | Terugtrekking wegens covid-19-besmetting in het team | Terugtrekking wegens covid-19-besmetting in het team | Terugtrekking wegens covid-19-besmetting in het team | Terugtrekking wegens covid-19-besmetting in het team | Terugtrekking wegens covid-19-besmetting in het team | niet geplaatst         | niet geplaatst            | niet geplaatst         |
| Maria Alzigkouzi Kominea Eleni Fragkaki Krystalenia Gialama Pinelopi Karamesiou Andriana Misikevych Evangelia Papazoglou Evangelia Platanioti Georgia Vasilopoulou | team      | Terugtrekking wegens covid-19-besmetting in het team | Terugtrekking wegens covid-19-besmetting in het team | n.v.t.                                               | n.v.t.                                               | n.v.t.                                               | niet geplaatst         | niet geplaatst            | niet geplaatst         |

### Taekwondo
Vrouwen
| atleet     | onderdeel | eerste ronde         | kwartfinale          | halve finale         | herkansing           | finale / BM          | finale / BM    |
| atleet     | onderdeel | tegenstander uitslag | tegenstander uitslag | tegenstander uitslag | tegenstander uitslag | tegenstander uitslag | rang           |
| ---------- | --------- | -------------------- | -------------------- | -------------------- | -------------------- | -------------------- | -------------- |
| Fani Tzeli | -57 kg    | Minina V 7 - 15      | niet geplaatst       | niet geplaatst       | Ben Yessouf V 0 - 2  | niet geplaatst       | niet geplaatst |

### Tafeltennis
Mannen
| atlete            | onderdeel | voorronde            | eerste ronde         | tweede ronde         | derde ronde          | vierde ronde         | kwartfinale          | halve finale         | finale / BM          | finale / BM    |
| atlete            | onderdeel | tegenstander uitslag | tegenstander uitslag | tegenstander uitslag | tegenstander uitslag | tegenstander uitslag | tegenstander uitslag | tegenstander uitslag | tegenstander uitslag | rang           |
| ----------------- | --------- | -------------------- | -------------------- | -------------------- | -------------------- | -------------------- | -------------------- | -------------------- | -------------------- | -------------- |
| Panagiotis Gionis | enkelspel | bye                  | Peto W 4 - 0         | Saleh W 4 - 1        | Jeoung Y-s V 3 - 4   | niet geplaatst       | niet geplaatst       | niet geplaatst       | niet geplaatst       | niet geplaatst |

### Tennis
Mannen
| atlete             | onderdeel | eerste ronde                  | tweede ronde         | derde ronde                  | kwartfinale          | halve finale         | finale / BM          | finale / BM    |
| atlete             | onderdeel | tegenstander uitslag          | tegenstander uitslag | tegenstander uitslag         | tegenstander uitslag | tegenstander uitslag | tegenstander uitslag | rang           |
| ------------------ | --------- | ----------------------------- | -------------------- | ---------------------------- | -------------------- | -------------------- | -------------------- | -------------- |
| Stéfanos Tsitsipás | enkelspel | Kohlschreiber W 6-3, 3-6, 6-3 | Tiafoe W 6-3, 6-4    | Humbert V 6-2, 6-7(4-7), 2-6 | niet geplaatst       | niet geplaatst       | niet geplaatst       | niet geplaatst |

Vrouwen
| atlete        | onderdeel | eerste ronde         | tweede ronde          | derde ronde               | kwartfinale          | halve finale         | finale / BM          | finale / BM    |
| atlete        | onderdeel | tegenstander uitslag | tegenstander uitslag  | tegenstander uitslag      | tegenstander uitslag | tegenstander uitslag | tegenstander uitslag | rang           |
| ------------- | --------- | -------------------- | --------------------- | ------------------------- | -------------------- | -------------------- | -------------------- | -------------- |
| Maria Sakkari | enkelspel | Kontaveit W 7-5, 6-2 | Stojanović W 6-1, 6-2 | Svitolina V 7-5, 3-6, 4-6 | niet geplaatst       | niet geplaatst       | niet geplaatst       | niet geplaatst |

Gemengd
| atlete                           | onderdeel  | eerste ronde                           | kwartfinale                      | halve finale         | finale / BM          | finale / BM    |
| atlete                           | onderdeel  | tegenstander uitslag                   | tegenstander uitslag             | tegenstander uitslag | tegenstander uitslag | rang           |
| -------------------------------- | ---------- | -------------------------------------- | -------------------------------- | -------------------- | -------------------- | -------------- |
| Maria Sakkari Stéfanos Tsitsipás | dubbelspel | Dabrowski / Auger-Aliassime W 6-3, 6-4 | Barty / Peers V 4-6, 6-4, [6-10] | niet geplaatst       | niet geplaatst       | niet geplaatst |

### Waterpolo
Mannen
| Atleten | Onderdeel | Resultaat | Prestatie |
| --- | --------- | --------- | --------- |
| Emmanouil Zerdevas Konstantinos Genidounias Dimitrios Skoumpakis Marios Kapotsis Ioannis Fountoulis Alexandros Papanastasiou Georgios Dervisis Stylianos Argyropoulos Konstantinos Mourikis Christodoulos Kolomvos Konstantinos Gkiouvetsis Angelos Vlachopoulos Konstantinos Galanidis | mannen    | Zilver    | zie onder |

| Groep |                  |             |             |             |            |            |            |            |        |
| #     | Land             | Wedstrijden | Wedstrijden | Wedstrijden | Doelpunten | Doelpunten | Doelpunten | Doelpunten | Punten |
| #     | Land             | G           | W           | G           | V          | V          | T          | Saldo      | Punten |
| 1     | Griekenland      | 5           | 4           | 1           | 0          | 68         | 34         | +34        | 9      |
| 2     | Italië           | 5           | 3           | 2           | 0          | 60         | 32         | +38        | 8      |
| 3     | Hongarije        | 5           | 3           | 1           | 1          | 64         | 35         | +29        | 7      |
| 4     | Verenigde Staten | 5           | 2           | 0           | 3          | 59         | 53         | +6         | 4      |
| 5     | Japan            | 5           | 1           | 0           | 4          | 65         | 66         | -1         | 2      |
| 6     | Zuid-Afrika      | 5           | 0           | 0           | 5          | 20         | 116        | -96        | 0      |

| Ronde           | Datum           | Lokale tijd | MEZT        | Land        | Score       | Land       |  |
| --------------- | --------------- | ----------- | ----------- | ----------- | ----------- | ---------- |  |
| groepsfase      |                 |             |             |             |             |            |  |
| 25 juli 2021    | 11:30           | 04:30       | Hongarije   | 9 - 10      | Griekenland |            |  |
| 27 juli 2021    | 15:30           | 08:30       | Italië      | 6 - 6       | Griekenland |            |  |
| 29 juli 2021    | 18:20           | 11:20       | Griekenland | 10 - 9      | Japan       |            |  |
| 31 juli 2021    | 19:50           | 14:50       | Zuid-Afrika | 5 - 28      | Griekenland |            |  |
| 2 augustus 2021 | 11:30           | 04:30       | Griekenland | 14 - 5      | Oekraïne    |            |  |
|                 |                 |             |             |             |             |            |  |
| kwartfinale     | 4 augustus 2021 | 15:30       | 08:30       | Griekenland | 10 - 4      | Montenegro |  |
|                 |                 |             |             |             |             |            |  |
| halve finale    | 6 augustus 2021 | 15:30       | 08:30       | Griekenland | 9 - 6       | Hongarije  |  |
|                 |                 |             |             |             |             |            |  |
| Finale          | 8 augustus 2021 | 16:30       | 09:30       | Griekenland | 10 - 13     | Servië     |  |

### Wielersport

#### Baanwielrennen
Mannen
Omnium
| atleet             | onderdeel | scratchrace | scratchrace | temporace | temporace | afvalrace | afvalrace | puntenrace     | puntenrace     | totaal punten  | rang           |
| atleet             | onderdeel | rang        | punten      | rang      | punten    | rang      | punten    | rang           | punten         | totaal punten  | rang           |
| ------------------ | --------- | ----------- | ----------- | --------- | --------- | --------- | --------- | -------------- | -------------- | -------------- | -------------- |
| Christos Volikakis | omnium    | 17          | 8           | 17        | 8         | 8         | 14        | niet gefinisht | niet gefinisht | niet gefinisht | niet gefinisht |

#### Mountainbiken
Mannen
| atleet         | onderdeel    | tijd      | rang |
| -------------- | ------------ | --------- | ---- |
| Periklis Ilias | mountainbike | -3 Ronden | 35   |

#### Wegwielrennen
Mannen
| atleet                 | onderdeel    | tijd    | rang |
| ---------------------- | ------------ | ------- | ---- |
| Polychronis Tzortzakis | wegwedstrijd | 6:21:46 | 63   |

### Worstelen

#### vrije stijl
mannen
| atlete           | onderdeel | eerste ronde         | kwartfinale          | halve finale         | herkansing           | finale / BM          | finale / BM |
| atlete           | onderdeel | tegenstander uitslag | tegenstander uitslag | tegenstander uitslag | tegenstander uitslag | tegenstander uitslag | rang        |
| ---------------- | --------- | -------------------- | -------------------- | -------------------- | -------------------- | -------------------- | ----------- |
| Georgios Pilidis | −65 kg    | Gadzhiev V 0 - 4     | niet geplaatst       | niet geplaatst       | niet geplaatst       | niet geplaatst       | 15          |

vrouwen
| atlete            | onderdeel | eerste ronde         | kwartfinale          | halve finale         | herkansing           | finale / BM          | finale / BM |
| atlete            | onderdeel | tegenstander uitslag | tegenstander uitslag | tegenstander uitslag | tegenstander uitslag | tegenstander uitslag | rang        |
| ----------------- | --------- | -------------------- | -------------------- | -------------------- | -------------------- | -------------------- | ----------- |
| Maria Prevolaraki | −53 kg    | Valverde V 1 - 3     | niet geplaatst       | niet geplaatst       | niet geplaatst       | niet geplaatst       | 11          |

### Zeilen
Mannen
| atleet                            | onderdeel | race | race | race | race | race | race | race | race | race | race | race   | race   | race           | netto punten | eindnotering |
| atleet                            | onderdeel | 1    | 2    | 3    | 4    | 5    | 6    | 7    | 8    | 9    | 10   | 11     | 12     | M              | netto punten | eindnotering |
| --------------------------------- | --------- | ---- | ---- | ---- | ---- | ---- | ---- | ---- | ---- | ---- | ---- | ------ | ------ | -------------- | ------------ | ------------ |
| Byron Kokkalanis                  | RS:X      | 8    | 17   | 10   | 5    | DNF  | 8    | 18   | 19   | 6    | 7    | 8      | 4      | niet geplaatst | 110          | 11           |
| Ioannis Mitakis                   | Finn      | 4    | 13   | 13   | 6    | 11   | 10   | 11   | 8    | 16   | 18   | n.v.t. | n.v.t. | 6              | 92           | 12           |
| Panagiotis Mantis Pavlos Kagialis | 470       | 5    | 6    | 3    | DSQ  | 15   | 12   | 8    | 7    | 4    | 6    | n.v.t. | n.v.t. | 9              | 84           | 8            |

Vrouwen
| Atleet                          | onderdeel    | race | race | race | race | race | race | race | race | race | race | race   | race   | race           | netto punten | eindnotering |
| Atleet                          | onderdeel    | 1    | 2    | 3    | 4    | 5    | 6    | 7    | 8    | 9    | 10   | 11     | 12     | M              | netto punten | eindnotering |
| ------------------------------- | ------------ | ---- | ---- | ---- | ---- | ---- | ---- | ---- | ---- | ---- | ---- | ------ | ------ | -------------- | ------------ | ------------ |
| Aikaterini Divari               | RS:X         | 19   | 19   | 19   | 20   | 20   | 23   | 15   | 18   | 13   | 19   | 19     | 23     | niet geplaatst | 204          | 19           |
| Vasileia Karachaliou            | Laser Radial | 2    | 19   | 6    | 1    | 21   | 21   | 9    | 26   | 19   | 8    | n.v.t. | n.v.t. | 6              | 112          | 9            |
| Maria Bozi Rafailina Klonaridou | 470          | 14   | 8    | BFD  | 17   | 18   | 13   | 2    | 12   | UFD  | 9    | n.v.t. | n.v.t. | niet geplaatst | 114          | 15           |

DNF = race niet gefinisht; BFD = diskwalificatie door zwarte vlag; DSQ = diskwalificatie; UFD = diskwalificatie door U-vlag

### Zwemmen
Mannen
| atleet                                                                             | onderdeel          | series  | series | halve finale   | halve finale   | finale         | finale         |
| atleet                                                                             | onderdeel          | tijd    | rang   | tijd           | rang           | tijd           | rang           |
| ---------------------------------------------------------------------------------- | ------------------ | ------- | ------ | -------------- | -------------- | -------------- | -------------- |
| Kristian Gkolomeev                                                                 | 50 m vrije slag    | 21,66   | 3 Q    | 21,60          | 3 Q            | 21,72          | 5              |
| Apostolos Christou                                                                 | 100 m rugslag      | 53,77   | 15 Q   | 53,41          | 11             | niet geplaatst | niet geplaatst |
| Apostolos Christou                                                                 | 100 m vrije slag   | 48,50   | 18     | niet geplaatst | niet geplaatst | niet geplaatst | niet geplaatst |
| Dimitrios Markos                                                                   | 200 m vrije slag   | 1.49,16 | 31     | niet geplaatst | niet geplaatst | niet geplaatst | niet geplaatst |
| Dimitrios Markos                                                                   | 800 m vrije slag   | 7.58,68 | 26     | n.v.t.         | n.v.t.         | niet geplaatst | niet geplaatst |
| Konstantinos Englezakis                                                            | 800 m vrije slag   | DNS     | DNS    | n.v.t.         | n.v.t.         | niet geplaatst | niet geplaatst |
| Andreas Vazaios                                                                    | 200 m wisselslag   | 1.58,84 | 24     | niet geplaatst | niet geplaatst | niet geplaatst | niet geplaatst |
| Apostolos Papastamos                                                               | 200 m wisselslag   | 2.00,38 | 35     | niet geplaatst | niet geplaatst | niet geplaatst | niet geplaatst |
| Apostolos Papastamos                                                               | 400 m wisselslag   | 4.12,50 | 14     | n.v.t.         | n.v.t.         | niet geplaatst | niet geplaatst |
| Athanasios Kynigakis                                                               | 10km open water    | n.v.t.  | n.v.t. | n.v.t.         | n.v.t.         | 1.49.29,2      | 5              |
| Apostolos Christou Kristian Gkolomeev Odysseas Meladinis Andreas Vazaios           | 4x100 m vrije slag | 3.15,29 | 15     | n.v.t.         | n.v.t.         | niet geplaatst | niet geplaatst |
| Apostolos Christou Evangelos Makrygiannis Konstantinos Meretsolias Andreas Vazaios | 4x100 m wisselslag | 3.36,28 | 14     | n.v.t.         | n.v.t.         | niet geplaatst | niet geplaatst |

Vrouwen
| atlete            | onderdeel         | series | series | halve finale | halve finale | finale         | finale         |
| atlete            | onderdeel         | tijd   | rang   | tijd         | rang         | tijd           | rang           |
| ----------------- | ----------------- | ------ | ------ | ------------ | ------------ | -------------- | -------------- |
| Anna Ntountounaki | 100 m vlinderslag | 57,75  | 13 Q   | 57,25 NR     | 9            | niet geplaatst | niet geplaatst |

Gemengd
| atlete                                                                        | onderdeel          | series     | series | halve finale | halve finale | finale         | finale         |
| atlete                                                                        | onderdeel          | tijd       | rang   | tijd         | rang         | tijd           | rang           |
| ----------------------------------------------------------------------------- | ------------------ | ---------- | ------ | ------------ | ------------ | -------------- | -------------- |
| Anna Ntountounaki Apostolos Christou Theodora Drakou Konstantinos Meretsolias | 4x100 m wisselslag | 3.44,77 NR | 11     | n.v.t.       | n.v.t.       | niet geplaatst | niet geplaatst |